# Roscoe (Minnesota)
Roscoe es una ciudad ubicada en el condado de Stearns en el estado estadounidense de Minnesota. En el censo de 2010 tenía una población de 102 habitantes y una densidad poblacional de 61,63 personas por km².

## Geografía
Roscoe se encuentra ubicada en las coordenadas 45°25′57″N 94°38′12″O / 45.43250, -94.63667. Según la Oficina del Censo de los Estados Unidos, Roscoe tiene una superficie total de 1.66 km², de la cual 1.65 km² corresponden a tierra firme y (0%) 0 km² es agua.

## Demografía
Según el censo de 2010, había 102 personas residiendo en Roscoe. La densidad de población era de 61,63 hab./km². De los 102 habitantes, Roscoe estaba compuesto por el 100% blancos, el 0% eran afroamericanos, el 0% eran amerindios, el 0% eran asiáticos, el 0% eran isleños del Pacífico, el 0% eran de otras razas y el 0% pertenecían a dos o más razas. Del total de la población el 0% eran hispanos o latinos de cualquier raza.